# جورج دوماني
جورج الكسندر دوماني (ولد في 26 أبريل 1929 في عكا أيام الانتداب البريطاني على فلسطين) هو مستكشف وجيولوجي فلسطيني لبناني درس في كلية تيرا سانت في القدس. بعد النكبة غادر برفقة عائلته إلى قرية بكاسين في لبنان. ثم انتقل إلى السعودية عام 1949 وعمل في مجال استخراج النفط. تخرج من جامعة كاليفورنيا وساهم في السنة الجيوفيزيائية الدولية في عام 1958 في القارة القطبية الجنوبية ثم قام برحلات أخرى للقارة الجنوبية في أوائل الستينات. وكان أول من وصل إلى القطب الجنوبي في بعثة علمية ورفع العلم اللبناني وساهمت اكتشافاته في إثبات نظرية الانجراف القاري. سُمّي من بعده جبلين في القارة القطبية الجنوبية.